# Classificação do cancro da mama
A classificação do cancro da mama divide o cancro da mama em categorias de acordo com diferentes esquemas, cada um deles com base em diferentes critérios e com diferentes finalidades. As principais categorias são os tipos histopatológicos, o grau do tumor, o estádio do tumor e a expressão de proteínas e genes.
A classificação permite selecionar o melhor tratamento. A eficácia de determinado tratamento é avaliada de forma independente para cada um dos tipos de cancro. O tratamento para um tipo de cancro da mama pode não ser eficaz para outros tipos. Alguns cancros da mama são agressivos e colocam a vida em risco, devendo ser tratados de forma igualmente agressiva, o que acarreta efeitos secundários graves. Outros tipos são menos agressivos e podem ser tratados com terapêuticas menos agressivas, como lumpectomia.

## Sistemas

### Resumo
Existem vários sistemas para classificar os diferentes tipos de cancro da mama. A classificação dentro de cada um destes sistemas influencia a escolha do tratamento e o prognóstico da doença. A descrição de um cancro da mama deverá preferencialmente incluir todos os aspetos. Uma classificação completa engloba o tipo histopatológico, grau, estádio, estado dos recetores hormonais e a presença ou ausência de determinados genes.
- Histopatologia. Embora o cancro da mama tenha diferentes histopatologias, a vasta maioria dos cancros da mama têm origem no revestimento epitelial dos ductos ou lóbulos da mama e são classificados como carcinoma ductal mamário. Um carcinoma in situ é a proliferação de células cancerosas dentro do tecido epitelial sem que haja ainda invasão do tecido envolvente. Por outro lado, um carcinoma invasivo é o cancro que já invadiu o tecido envolvente.[2]
- Grau. A avaliação do grau foca-se na comparação entre a aparência das células cancerosas com as células do tecido mamário normal. As células normais de um órgão como a mama são diferenciadas, o que significa que assumem formas específicas que refletem a sua função nesse órgão. As células cancerosas perdem essa diferenciação. No cancro, as células que noemalmente se alinhariam de forma ordenada para formar os ductos lactíferos tornam-se desorganizadas. A divisão celular descontrola-se e os núcleos celulares tornam-se menos uniformes. Os patologistas classificam as células em muito diferenciadas (baixo grau), moderadamente diferenciadas (grau intermédio) ou pouco diferenciadas (alto grau). Quando menos diferenciado for o cancro, pior é o prognóstico.
- Estádio. A classificação TNM para o estadiamento do cancro da mama baseia-se no tamanho do cancro no local do corpo onde teve origem e nos sítios para onde possa eventualmente ter migrado. Estas características são descritas pelo tamanho do tumor (T), se se espalhou ou não para os gânglios linfáticos (N) das axilas, pescoço e interior do peito e, por último, se o tumor apresenta ou não metástases (M). Os tumores de maior tamanho, disseminação e com metástases encontram-se em estádios mais avançados e apresentam pior prognóstico. Os principais estádios são:
  - Estádio 0: corresponde a doença in situ ou à doença de Paget do mamilo. O estádio O é uma condição pré-cancerosa, podendo ser um carcinoma dusctal in situ (CDIS) ou carcinoma lobular in situ (CLIS).
  - Estádios 1–3: o cancro está restrito à mama ou aos gânglios linfáticos regionais.
  - Estádio 4: cancro metastático, que apresenta prognóstico menos favorável.
- Estado dos recetores. As células apresentam recetores na superfície, no citoplasma e no núcleo. Os mensageiros químicos, como as hormonas, ligam-se a estes recetores e provocam alterações na célula. As células cancerosas podem ter ou não muitos tipos diferentes de recetores. Os três recetores mais importantes para a classificação do cancro da mama são o receptor de estrogénio (ER), o recetor de progesterona (PR) e o recetor HER2/neu. As células com ou sem estes recetores são designadas ER positivas (ER+), ER negativas (ER-), PR positivas (PR+), PR negativas (PR-), HER positivas (HER+) e HER negativas (HER-). O cancro cujas  células não possuem qualquer um destes recetores designa-se "triplo negativo".
- Classificação baseada no ADN. Existem várias técnicas laboratoriais que analisam o ADN ou ARN das células cancerosas. A observação de determinadas mutações de ADN ou perfis de expressão génica pode orientar a seleção de tratamentos mais adequados, os quais podem incidir especificamente sobre estas mutações ou antever a partir destas alterações quais as terapias não dirigidas que serão mais eficazes.
- Outros sistemas.
  - Os modelos computacionais como o Adjuvant! podem conjugar vários aspetos de classificação de acordo com algoritmos validados e apresentar diagramas para apoio às decisões de tratamento.
  - O índice de prognóstico USC/Van Nuys (VNPI) classifica o carcinoma ductal in situ em categorias de risco com tratamentos específicos associados.
  - A escolha da terapêutica pode ser bastante influenciada pela avaliação das comorbidades.

## Histopatologia
A classificação histopatológica baseia-se nas características observáveis ao microscópio ótico de amostras de biópsia. O conjunto dos três tipos histopatológicos mais comuns corresponde a cerca de 75% do total de cancros da mama:
- Carcinoma ductal invasivo - 55% dos cancros da mama[3]</ref>
- Carcinoma ductal in situ - 13%[3]
- Carcinoma lobular invasivo - 5%[3]

A taxa de sobrevivência a cinco anos tanto para os carcinomas ductais e lobulares invasivos foi de aproximadamente 85% em 2003. Por outro lado, o carcinoma ductal in situ é por si inofensivo, embora no caso de não ser tratado 60% destas lesões se tornem invasivas num prazo de 40 anos.

### Classificação da OMS
A classificação da Organização Mundial de Saúde de tumores da mama, de 2003, que inclui tanto tumores benignos como malignos, recomenda a distinção dos seguintes tipos patológicos:
| Carcinomas da mama invasivos - Carcinoma ductal invasivo - A maioria são sem outra especificação. - Os restantes apresentam os seguintes subtipos: - Carcinoma de tipo misto - Carcinoma pleomórfico - Carcinoma com células gigantes tipo osteoclasto - Carcinoma com características de coriocarcinoma - Carcinoma com características melanóticas - Carcinoma lobular invasivo - Carcinoma tubular - Carcinoma cribriforme invasivo - Carcinoma medular - Carcinomas mucinosos e outros tumores com mucina abundante - Carcinoma mucinoso - Cistoadenocarcinoma e carcinoma mucinoso das células colunares - Carcinoma de células em anel de sinete - Tumores neuroendócrinos - Carcinoma neuroendócrino sólido (carcinoide da mama) - Tumor carcinoide atípico - Carcinoma de células pequenas - Carcinoma neuroendócrino de células grandes - Carcinoma papilar invasivo - Carcinoma micropapilar invasivo - Carcinoma apócrino - Carcinomas metaplásicos - Carcinomas epiteliais metaplásticos puros - Carcinoma de células escamosas da pele - Adenocarcinoma com metaplasia das células fusiformes - Carcinoma adenoescamoso - Carcinoma mucoepidermoide - Carcinomas epiteliais/mesenquimais mistos (Outros subtipos de carcinoma metaplástico mamário com grande aceitação que se pensa terem significado clínico, mas que não estão incluídos na classificação da OMS: - - Carcinoma produtor de matriz - Carcinoma de células fusiformes - Carcinossarcoma - Carcinoma de células escamosas de origem mamária - Cacinoma mataplástico com células gigantes osteoclásticas) - Carcinoma rico em lípidos - Carcinoma secretor - Oncocitoma - Carcinoma adenóide cistico - Carcinoma de células acinares - Carcinoma de células claras rico em glicogénio-rich clear cell carcinoma - Carcinoma sebáceo - Carcinoma inflamatório da mama - Carcinoma bilateral da mama Tumores mesenquimais (incluindo sarcoma) - Hemangioma - Angiomatose - Hemangiopericitoma - Hiperplasia estromal pseudoangiomatosa - Miofibroblastoma mamário - Fibromatose (agressiva) - Tumor miofibroblástico inflamatório - Lipoma - Angiolipoma - Tumor de células granulares - Neurofibroma - Schwannoma - Angiossarcoma - Lipossarcoma - Rabdomiossarcoma - Osteossarcoma - Leiomioma - Leiomiossarcoma | Tumores da mama masculinos - Ginecomastia (benigno) - Carcinoma - In situ - Invasivo Linfoma maligno - Linfoma não Hodgkin Tumores metastáticos na mama a partir de outros locais no corpo Lesões precursoras - Neoplasia lobular - carcinoma lobular in situ - Lesões intraductais proliferativas - Hiperplasia ductal típica - Hiperplasia epitelial plana - Hiperplasia ductal atípica - Carcinoma ductal in situ - Carcinoma microinvasivo - Neoplasias papilares intraductais - Papiloma central - Papiloma periférico - Papiloma atípico - Carcinoma papilar inIntraductal - Carcinoma papilar intracístico Lesões epiteliais benignas - Adenoses, incluindo variantes - Adenose esclerosante - Adenose apócrina - Adenose de ductos cegos - Adenose microglandular - Adenose adenomioepitelial - Cicatriz radial / lesão esclerosante complexa - Adenomas - Adenoma tubular - Adenoma lactante - Adenoma apócrino - Adenoma pleomórfico - Adenoma ductal Lesões mioepiteliais - Mioepiteliose - Adenose adenomioepitelial - Adenomioepitelioma da mama - Mioepitelioma maligno Tumores fibroepiteliais - Fibroadenoma - Tumor filoide - Benigno - Limítrofe - Maligno - Sarcoma estromal periductal de baixo grau - Hamartoma mamário Tumores benignos do mamilo - Adenoma do mamilo - Adenoma siringomatoso - Doença de Paget do mamilo Tumores malignos do mamilo - Doença de Paget do mamilo |

## Estado dos recetores
O estado dos recetores é uma avaliação crucial para todos os cancros da mama, uma vez que determina a possibilidade de usar terapêutica dirigida, como o tamofixeno ou o trastuzumab. Estes medicamentos são um dos tratamentos adjuvantes mais eficazes para o cancro da mama. As células cancerosas positivas para o recetor de estrogéneo (ER+) dependem do estrogéneo para crescer, pelo que podem ser tratadas com fármacos que diminuem o efeito do estrogéneo (tamofixeno) ou a própria quantidade de estrogéneo (inibidores da aromatase), sendo as células que geralmente apresentam melhor prognóstico. Antes dos tratamentos modernos, as células HER+ eram as que tinham pior prognóstico, mas atualmente respondem a fármacos como o anticorpo monoclonal trastuzumab (em combinação com quimioterapia convencional), o que melhorou significativamente o prognóstico. Por outro lado, não existem terapêuticas dirigidas para o cancro da mama triplo negativo (isto é, sem recetores positivos), pelo que está associado a um prognóstico relativamente pior.
80 a 90% dos cancros da mama ER+ e 40% dos tiplos negativos expressam receptores androgénicos. A ativação destes recetores aparenta suprimir o crescimento do cancro ER+, enquanto no ER- aparenta atuar como promotor do crescimento. Estão a ser desenvolvidos esforços no sentido de utilizar isto como marcador de prognóstico e tratamento.

### Subtipos moleculares
O estado dos recetores era tradicionalmente considerado avaliando cada recetor individual (ER, PR, HER2) em separado. No entanto, as novas abordagens avaliam os três recetores em conjunto e consideram também o grau do tumor, de modo a categorizar o cancro em diversas classes moleculares that have different prognoses que podem apresentar diferentes respostas a terapêuticas específicas. Os subtipos moleculares propostos incluem:
- Basaloide: ER-, PR- e HER2-; também designado cancro da mama triplo negativo[16] A maior parte dos cancros BRCA1 são basaloides.
- Luminal A: ER+ de baixo grau
- Luminal B: ER+ mas frequentemente de grau elevado
- Luminal ER-/AR+: subtipo responsivo ao androgénio recentemente identificado que pode responder ao tratamento anti-hormonal com bicalutamida[11]
- ERBB2/HER2+: com superexpressão de HER2/neu[7]
- Mama-normal símile[14][13][17]
- Claudin-low: classe descoberta recentemente; muitas vezes triplo negativo, mas distinto pelo facto de haver pouca expressão de proteínas de junção celular[16] incluindo e-caderina[16] e frequentemente infiltração de linfócitos.[13][18][19]